# Herman Affel
Herman Andrew Affel (né le 4 août 1893 à Brooklyn mort le 13 octobre 1972 à New York) est l'inventeur américain du câble coaxial.

## Biographie
Herman Affel étudie au Massachusetts Institute of Technology et devient assistant du professeur Arthur Edwin Kennelly.
Il a été président de l'Institute of Radio Engineers (IRE) en 1916 et reçoit une médaille d'honneur en 1932.
Il travaille pour les Laboratoires Bell avec Lloyd Espenschied (en) sur les caractéristiques du futur câble coaxial à partir 1929. Le brevet de cette invention est accepté le 8 décembre 1931.En octobre 1934 l'invention est officiellement annoncée dans le journal AIEE's Electrical Engineering.
En 2006 il rentre au National Inventors Hall of Fame.